# 六边形地图

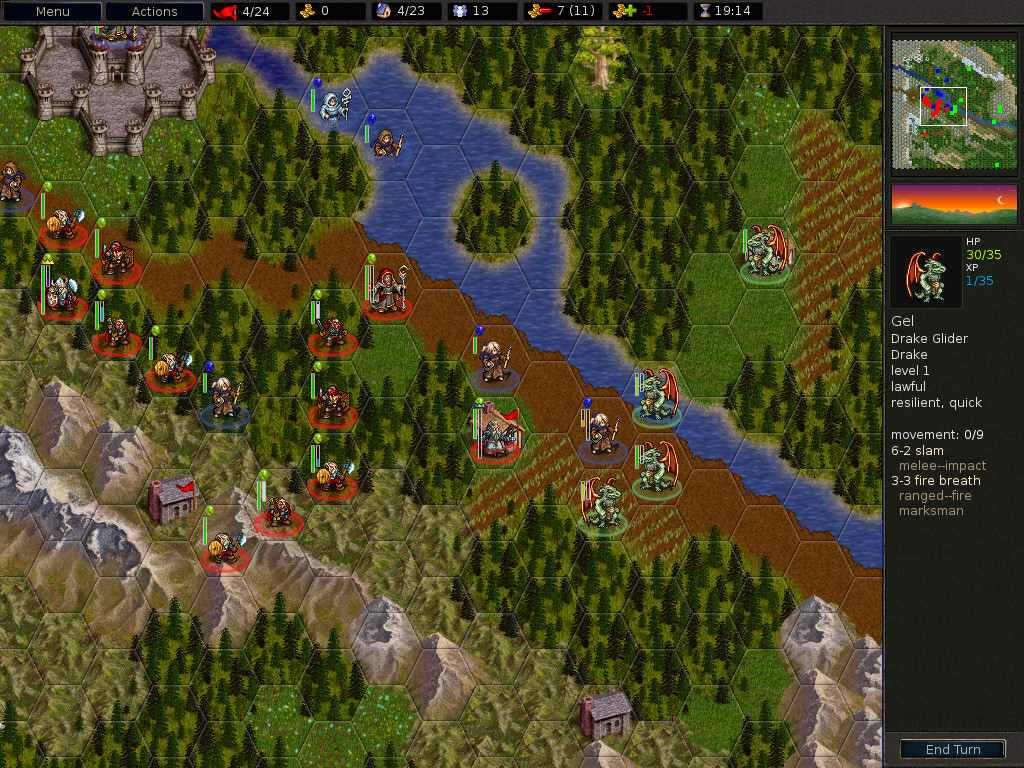
《韦诺之战》，一款基于六角网格的电脑游戏

六角地图（也被称为六角棋盘或六角网格）是一种游戏板设计，常用于各种规模的模拟游戏，包括棋盘游戏和视频游戏中的战争游戏、角色扮演游戏以及策略游戏。六边形地图被细分为正六边形镶嵌，即大小相同的小正六边形。

## 优缺点
与传统方格地图相比，六角形地图的主要优势在于，每对相邻六角单元（或六边形）的中心之间的距离相同。相比之下，在方形网格地图中，每个方形单元格的中心到与其共享一个角的四个对角线相邻单元格的中心的距离是到与其共享一个边的四个相邻单元格的中心距离的{\displaystyle {\sqrt {2}}}。对于以测量运动为因素的游戏来说，所有相邻六边形的等距特性是理想的。另一个优点是相邻单元总是共享边，没有两个单元仅共享一个角。
六角形地图的一个缺点是，六角形仅在六个方向上有相邻单元格，而不是像方格地图那样在八个方向上有相邻单元格。通常，单元格会形成“上”和“下”或“北”和“南”的连续直线，在这种情况下，其他四个相邻的单元格位于“西北”、“东北”、“西南”和“东南”。因此，没有任何六边形单元在其正东或正西有相邻的六角格，从而无法进行直线“水平”移动。相反，这些方向上的路径以及任何其他未平分六个单元格边缘之一的路径将会“曲折”；由于没有两个方向是正交的，因此不可能在一个方向上向前移动而不在另一个方向上稍微向后移动。
传统上使用四个基本方向或适合方形网格的游戏可能会以不同的方式适应六角网格。例如，六角棋将四个正交移动方向（沿着行列和文件）替换为六个通过单元格边缘到相邻单元格的方向。同样，对角线移动的四个方向也被穿过单元格顶点的六个方向所取代；这些“对角线”移动沿着一对相邻单元格之间的边缘行进，然后到达另一个单元格。三色网格有助于直观地看到这一移动，因为它保留了传统棋盘的特性，即对角移动的棋子只能落在相同颜色的格子上。

## 用途

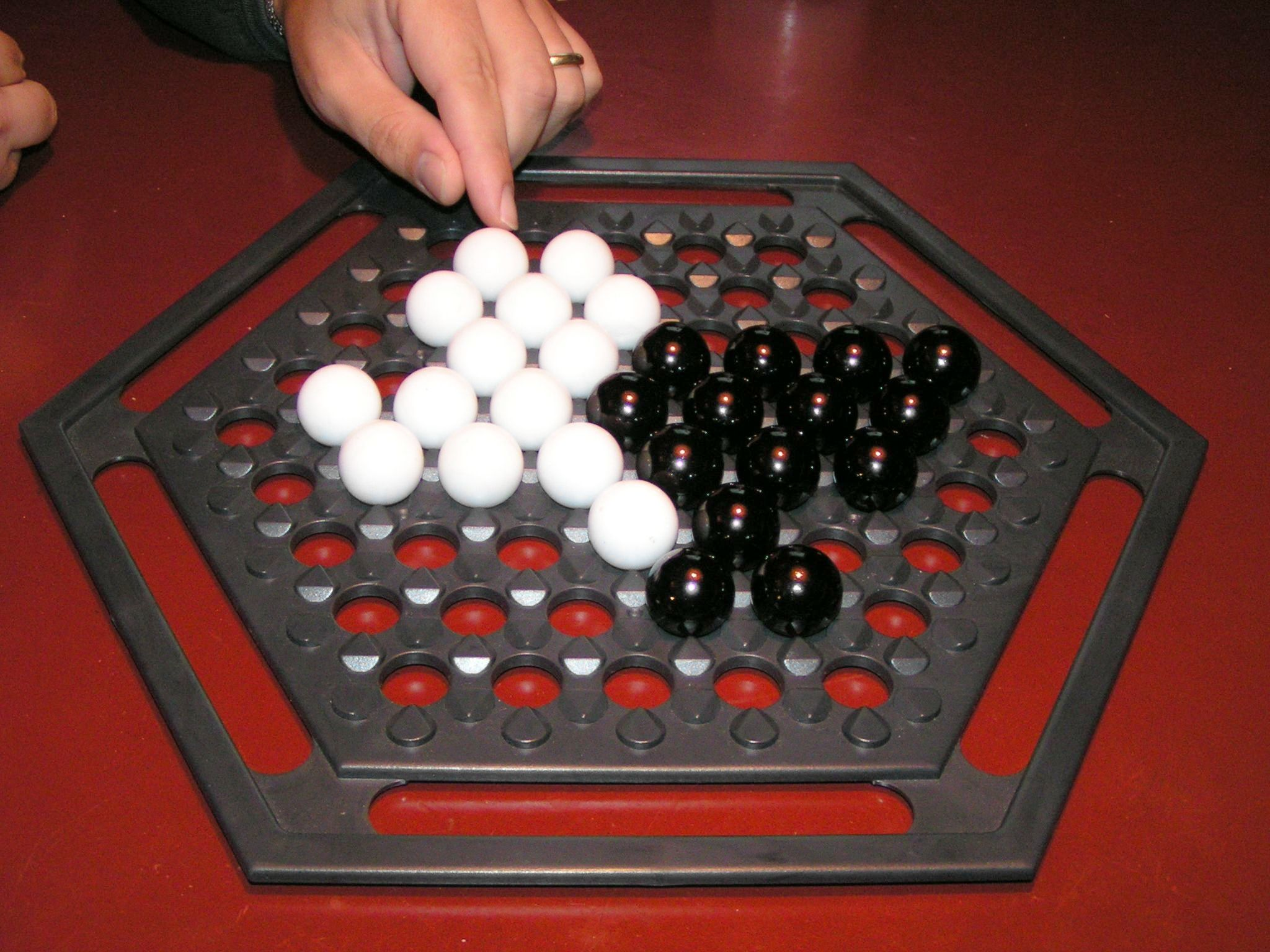
角力棋棋具

从1961年Avalon Hill公司Charles S. Roberts在《葛底斯堡》里用上六角地图后，以六边形作为地图单位的设计成为了战争游戏的标配，后续的游戏如《文明》系列等策略游戏也广泛应用了这种设计。一些角色扮演游戏如《龙与地下城》的部分场景和Traveller也使用六角作为地图空间设计。传统的棋类游戏如角力棋、六貫棋、跳棋，甚至一些国际象棋的变体，都靠六角网格增加玩法变化。
电视游戏节目《Blockbusters》（1980–1982 年、1987 年）也是基于六角网格。
早期使用六角地图的策略类电子游戏包括1983年的《织田信长之野望》 、1989年的《军事狂热》（Nectaris系列的第一部） 和1991年的《怪兽之主》。初代《文明》在开发过程中曾推出过六角地图版本，但设计师决定放弃它，因为“这个世界还没有准备好……太奇怪了”。 虽然文明系列前四代都使用了方形地图，但《文明V》和《文明 VI》却使用了六边形地图。其他使用六角地图的游戏有：《韦诺之战》、龙腾世纪系列|《龙腾世纪：旅程]]》、《魔法门之英雄无敌III：埃拉西亚的光复》 、《帝国熔炉》和《UniWar》。